# Vasa centralsjukhus

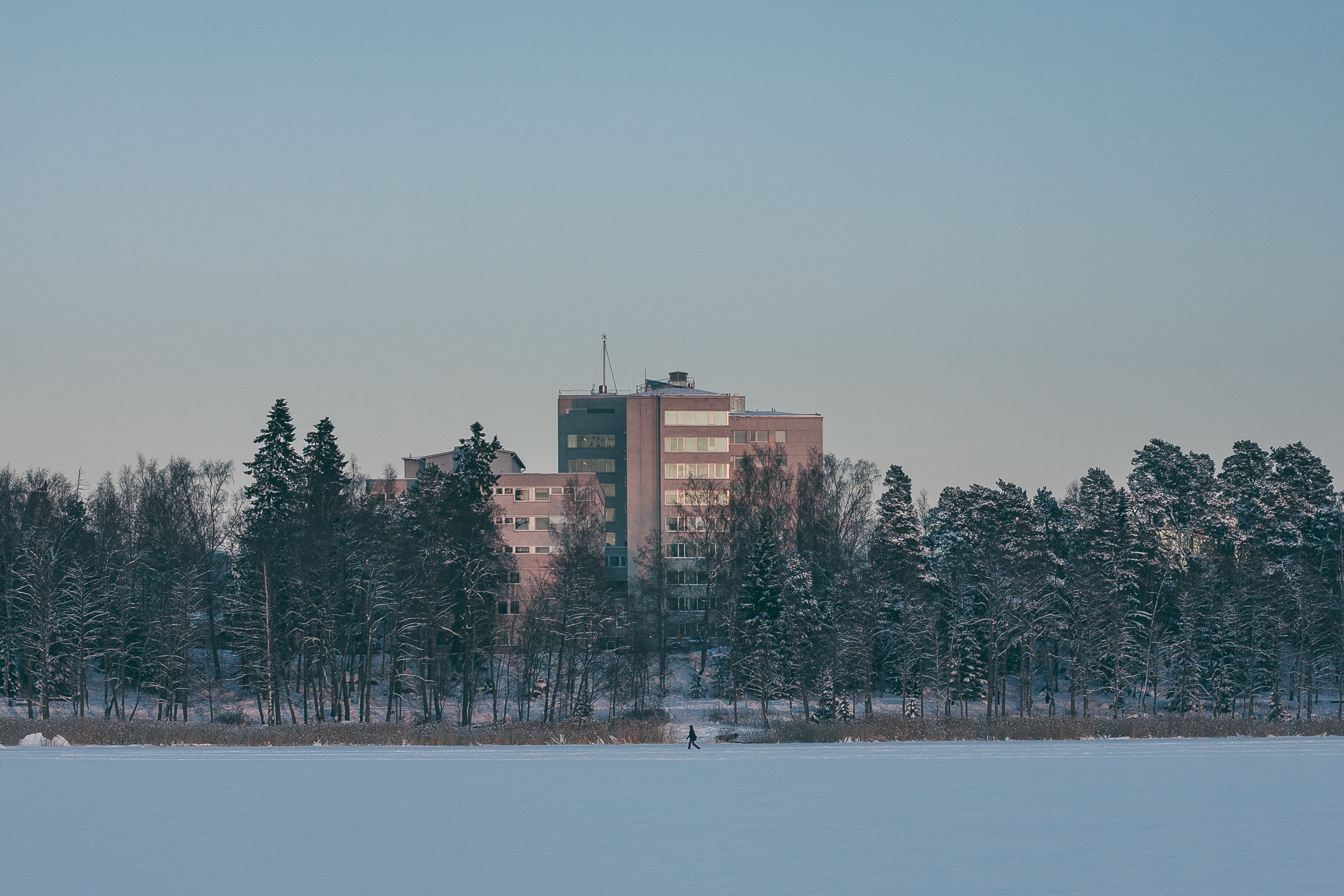
Vasa centralsjukhus sett från Södra Stadsfjärden år 2019.

Vasa centralsjukhus (finska Vaasan keskussairaala) är ett sjukhus i Vasa i Österbotten. Sjukhuset är centralsjukhus i Österbottens välfärdsområde och ägs av 13 österbottniska kommuner. Det tillhandahåller allmän- såväl som specialistvård för ett upptagningsområde med cirka 166 250 invånare. Regionen omfattar det österbottniska kustområdet och sträcker sig från Larsmo i norr till Kristinestad i söder. 
Sjukhuset erbjuder främst öppenvård men har dessutom 389 bäddplatser. Undantaget Finlands fem universitetssjukhus är Vasa centralsjukhus det enda sjukhus i landet som genomför öppenhjärtkirurgiska operationer. Finlands femton övriga centralsjukhus erbjuder ingen hjärtkirurgi. Vid sjukhuset genomförs cirka 1,3 miljoner undersökningar och 33 000 kirurgiska ingrepp varje år, och på förlossningsavdelningen föds årligen 1 450 barn.